# Parque nacional Llullaillaco
El Parque Nacional Llullaillaco es un parque nacional chileno localizado en la parte suroriental de la II Región de Antofagasta a 275 km de la ciudad de Antofagasta, en las alturas de la Cordillera de Los Andes. Posee una extensión de 268 670 hectáreas.

## Geografía
El parque se halla inserto en la subregión andina de la Puna de Atacama —que forma parte de la Cordillera de Los Andes— enmarcado por la Cordillera de Domeyko hacia el oeste, la cual lo separa del Desierto de Atacama. Se encuentra rodeado por los salares de Punta Negra, Aguas Calientes IV y Pajonales.
La altitud del parque oscila entre los 3500 y los 6739 m s. n. m.
En las cercanías destaca la Laguna de la Azufrera a pies del Volcán Lastarria.

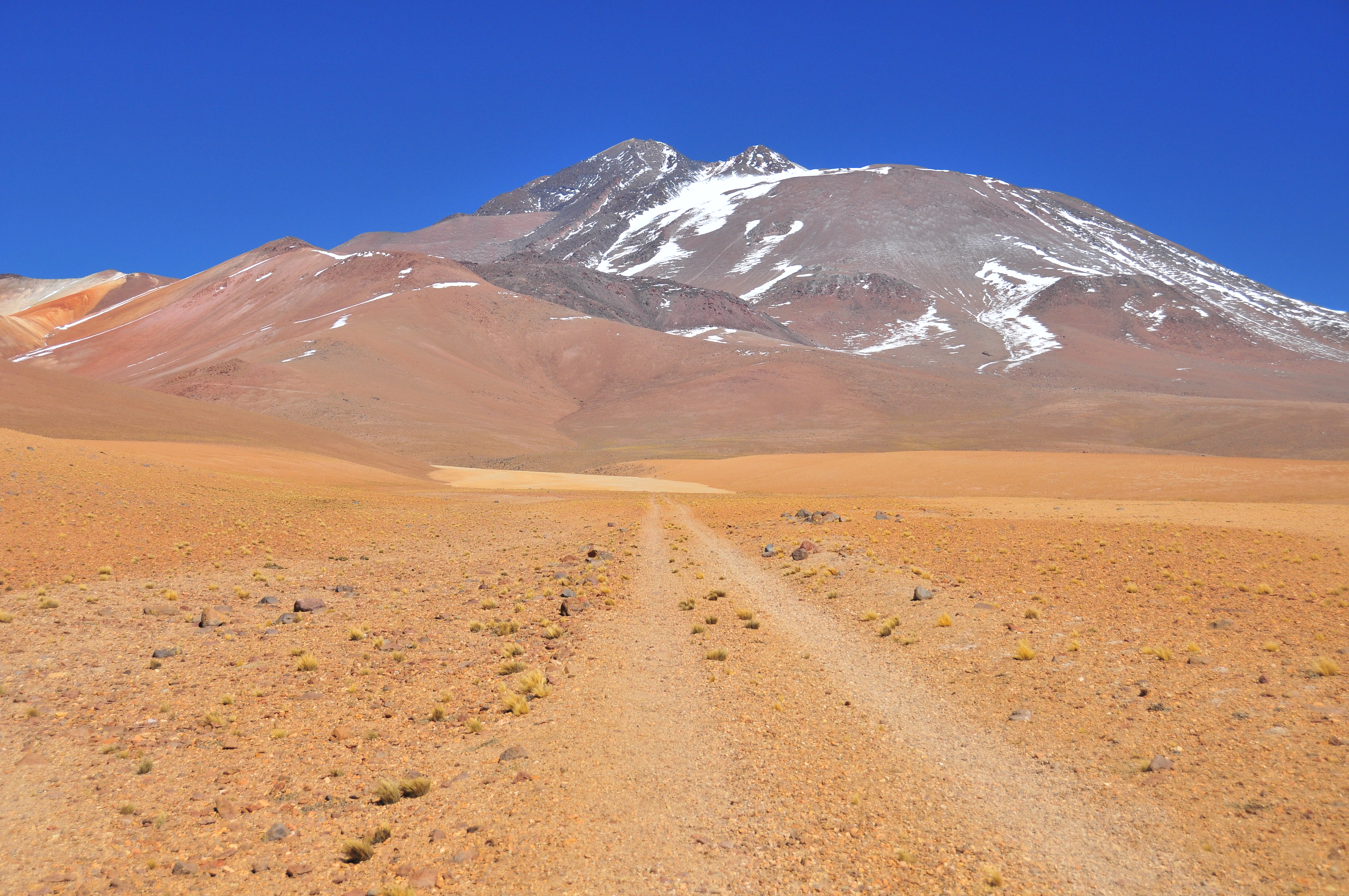
Ruta para vehículos al campamento base del Volcán Llullaillaco

### Relieve
Hacia el este el parque colinda con la República Argentina, destacando la cumbre más alta de la zona: el Cerro Llullaillaco de 6739 m. Toda la parte oriental es muy montañosa, donde cabe destacar cumbres como las del Cerro Guanaqueros de 5131 m, el Cerro Zorritas (4274 m), el Cerro Bayo (4920 m), el Cerro Aguas Calientes con 5066 m y el Cerro de la Pena con 5260 m.
El oeste del parque se encuentra más bien dominado por pampas altoandinas —las cuales se extienden hasta la cordillera de Domeyko— atravesadas por quebradas. Entre estas últimas pueden enfatizarse la Quebrada de Llullaillaco, la Quebrada de Tocomar y la Quebrada de las Zorritas —lugar donde se encuentra la guardería del parque—. Todas ellas terminan en el salar de Punta Negra, fuera de los límites del parque. Hacia el surponiente destaca el río Frío, que corre de sur a norte; aquí los cerros Pastos Largos (4890 m), Punta del Viento (4822 m) y Guanaco (4150 m) de la Cordillera de Domeyko señalan el límite occidental del parque.

### Clima
El clima es desértico con características de tundra debido a la altitud y a la acción de la corriente fría de Humboldt, que también contribuye a bajar las temperaturas.
Durante el verano, las lluvias que se originan del otro lado de la cordillera (Invierno Altiplánico) alcanzan a llegar en ocasiones, pero ya muy débiles, debido a la cantidad de cordones montañosos que frenan su paso. Durante el invierno pueden ocurrir vientos blancos, que son tormentas similares a las que ocurren en la Antártica. Salvo estas consideraciones la atmósfera suele ser muy estable.
Sobre los 5700 m s. n. m. existen nieves eternas, las que se conservan producto del frío.

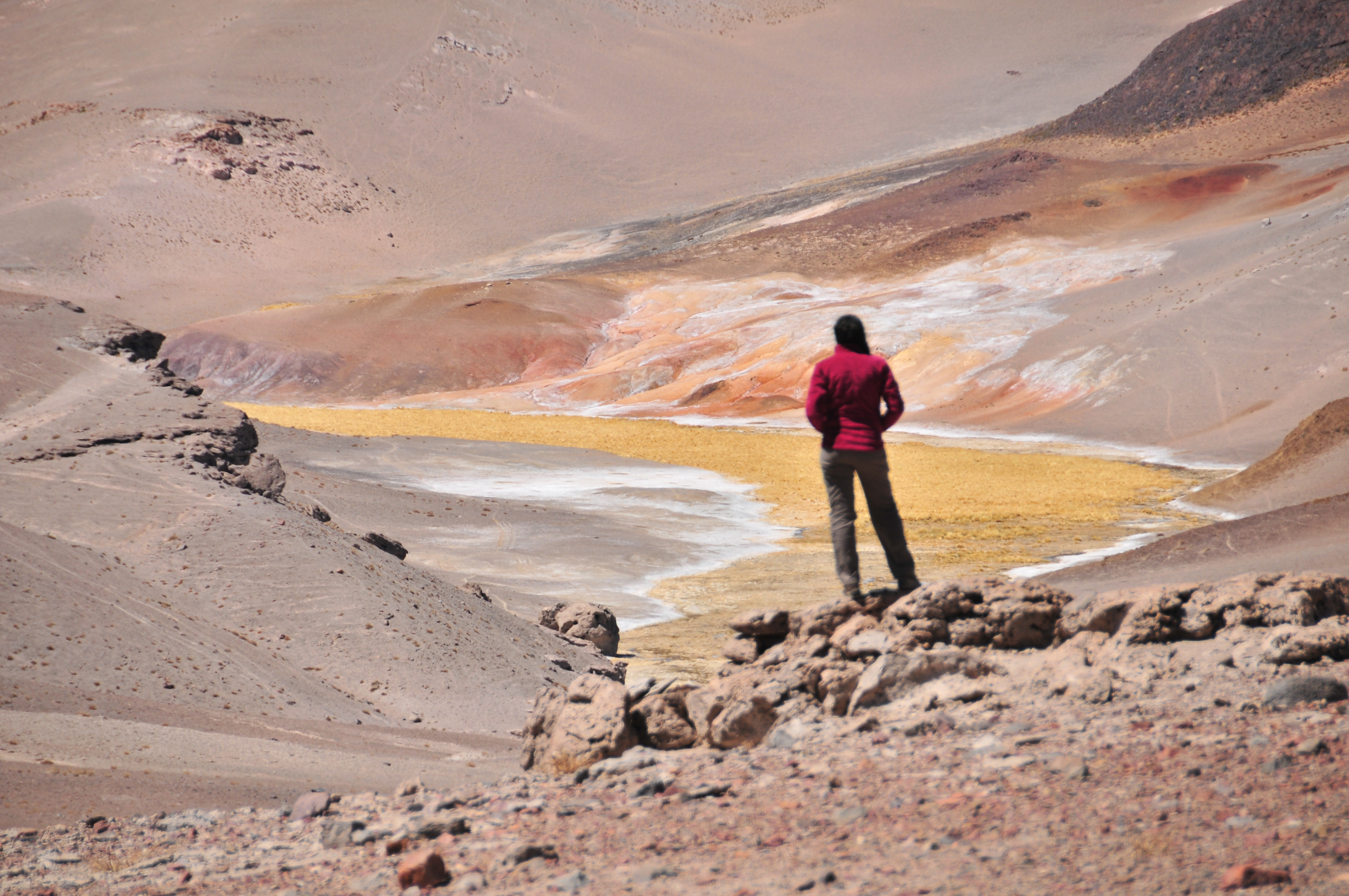
Hermosas vistas en la visita al parque nacional Llullaillaco

## Historia
Pastores y cazadores prehispánicos utilizaron el área que corresponde actualmente al parque. Sus asentamientos se ubicaban en las proximidades de los cursos de agua. En estos lugares establecieron sus cultivos, apacentaron su ganado y aprovecharon la bajada a beber de los grandes mamíferos silvestres para cazarlos.
El área fue también asentamiento de la cultura inca, quienes rendían culto a las altas cumbres andinas, utilizándolas como sitios ceremoniales religiosos. El camino del Inca cruzaba las partes más bajas y llanas del terreno correspondiente al parque, del cual se tiene vestigio en la actualidad de un tramo de este en el sector de río Frío, lugar donde es posible hallar además 5 sitios arqueológicos, entre los que se encuentran tambos prehispánicos, campamentos y refugios. La Quebrada de Tocomar es otro sector donde se encuentran sitios arqueológicos de interés.
Casi en la cumbre del cerro Llullaillaco fueron hallados los restos de cuerpos de tres personas momificadas por efecto del frío intenso, que pertenecieron a la cultura Inca (véase Momias de Llullaillaco).

## Flora y fauna

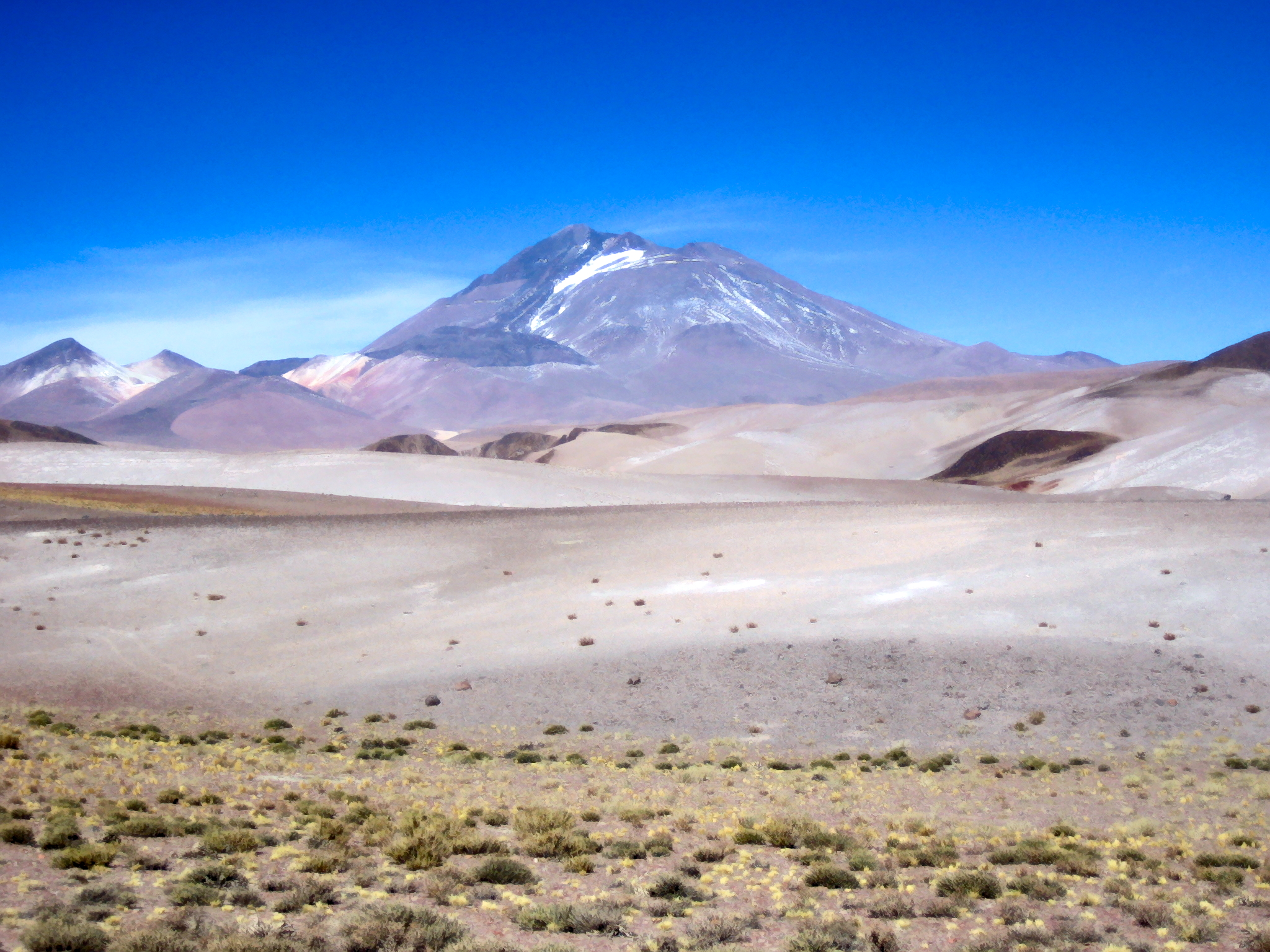
Vista del volcán Llullaillaco desde la provincia de Salta (Argentina)

### Flora
Han sido registradas al interior del parque 126 especies de flora, de las cuales 21 son endémicas de la zona.
Está constituida principalmente por pastos, distribuidos según las zonas geográficas del parque. En la quebrada de las Zorritas es posible observar la pilaya, bailahuén, verbena y la tola; mientras que en el río Frío crecen la añawaya blanca y el cuernecillo. La vegetación del volcán Llullaillaco se basa en la coba, el cuerno de vaca y la paja blanca.

### Fauna
A pesar de las difíciles condiciones que presenta el parque para la supervivencia, existe una gran población de especies en la zona, quienes en su mayoría deambulan por la sierra y las quebradas en busca de agua y sombra.
En el parque coexiste una alta densidad de guanacos (Lama guanicoe) y vicuñas (Vicugna vicugna), siendo el único lugar donde comparten el mismo piso ecológico. Otro mamífero a considerar es el zorro culpeo (Lycalopex culpaeus). En tanto, entre las aves destacan: minero de la puna, perdicita cojón, chorlito cordillerano, dormilona fraile, dormilona de la puna, tortolita de la puna, chorlo de campo y churrete acanelado.

## Turismo
El Parque es muy visitado por amantes del montañismo. Al interior del Parque, se encuentra un refugio o campamento, habilitado especialmente por la Conaf para los visitantes, también hay caminos o huellas para vehículos altos o 4x4, que llegan hasta la base misma del volcán.

## Vías de acceso
La vía más recomendad aes la Ruta B-55 de Antofagasta al Paso Socompa. Este camino esta pavimentado hasta la minera Escondida. Luego se debe seguir por camino de tierra hasta Estación Ilimac. desde ahí hacia el sudeste hasta la entrada del parque hay otros 57 km. La ciudad de Antofagasta se encuentra a 30 m sobre el nivel del mar, mientras que el parque se encuentra a 3500 m de altitud.

## Protección del subsuelo
El parque nacional Llullaillaco cuenta con una protección de su subsuelo como lugar de interés científico para efectos mineros, de acuerdo al listado oficial del Ministerio de Minería, según lo establece el artículo 17 del Código de Minería. Estas labores solo pueden ser ejecutadas mediante un permiso escrito del presidente de la República y firmado además por el ministro de Minería. La prohibición de carácter absoluto para la exploración y explotación minera del suelo y subsuelo no esta contemplada en la legislación chilena.
La condición de lugar de interés científico para efectos mineros fue establecida mediante Decreto Supremo N°856 de 3 de agosto de 1995 y publicado el 9 de diciembre de 1995. que fija el polígono de protección.